# San Guillermo (Santa Fe)
San Guillermo es una ciudad del departamento San Cristóbal, en la provincia de Santa Fe, Argentina. La localidad se encuentra a 245 km al noroeste de la ciudad de Santa Fe, a 80 km de San Cristóbal (cabecera del departamento) y a 25 km al este del punto geográfico donde se tocan las provincias de Santa Fe, Córdoba y Santiago del Estero (cerca de la laguna Mar Chiquita).
Fue declarada ciudad el 29 de octubre de 2015.

## Localidades y parajes
Según el censo de población del 2010 la población sanguillermina era de 7.803 personas.
Según estimaciones basadas en una encuesta realizada en octubre de 2007 por alumnos en pasantías de la Escuela Santa Catalina de Siena y del Instituto Mariano Moreno, San Guillermo cuenta aproximadamente con 7500 habitantes.
Actualmente luego de un relevamiento realizado durante el año 2015, la Ciudad de San Guillermo cuenta con una población de 10.100 habitantes.

### Parajes
- Campo Burkett
- Campo Minetti
- Campo Mottura
- Campo Theiler

## Economía
Su economía se basa en la producción agrícola y ganadera. En la localidad se encuentra una de las plantas de elaboración de quesos propiedad de la cooperativa láctea SanCor.
Cuentan con establecimientos de producción de carne además de una importante producción de diversos granos como soja, maíz, sorgo, trigo y, en menor escala, girasol.
Además, la Ciudad de San Guillermo cuenta con emprendimientos industriales pujantes y en constante desarrollo.

## Cultura
- Biblioteca Popular del Club Unión Cultural y Deportiva Gastón Gori.
- Museo Municipal, con la historia del pueblo.
- Talleres Municipales de Arte.
- Club de los Abuelos
- Museo de la Movilidad C.A.S.G. Un lugar donde se exhiben vehículos clásicos y antiguos, antigüedades referidas al mundo de la movilidad. (https://www.facebook.com/MuseoCASG)

## Festividades
- Fiesta Nacional del Camping, que se realiza en enero de cada año en el parque comunal Alfonsina Storni.
- 25 de junio: festividad de san Guillermo Abad, patrono de la ciudad.

## Eventos
- Fiesta Nacional del Camping, en el Parque Alfonsina Storni en el mes de enero de cada año.
- Fiesta de la Primavera, en el Parque Comunal Alfonsina Storni.
- Festival de las Colectividades (en el cual se expresan artísticamente las diferentes colectividades de la Ciudad de San Guillermo).
- Maratón Juan Carlos Zabala.
- Encuentro de Clásicos y Antiguos (encuentro organizado por la Asociación Civil Clásicos y Antiguos San Guillermo, destinado a la exposición y reunión de Autos, Motos, Bicicletas y Tractores, clásicos, antiguos, de colección, hot rod, baquets).
- Expoferia Regional San Guillermo.
- Carnavalerias (con la presentación de la Scola do SaMba Unión).
- Competición de Midgets.
- Competición del Certamen Argentino de motociclismo.
- Competición del Sancriostobalense de Motos.

## Entidades deportivas
- San Guillermo Bochas Club
- Club Unión Cultural y Deportiva
- Club San José, de Campo Burkett
- Rugby Lobos San Guillermo
- MX San Guillermo (Motocross)
- Cicloturistas San Guillermo

## Personalidades
- Aldo Barbero (1937-2013), actor.

## Parroquias de la Iglesia católica en San Guillermo
La Iglesia católica, Diócesis de Rafaela tiene situada la Parroquia San Guillermo.